# Theodor Sockl

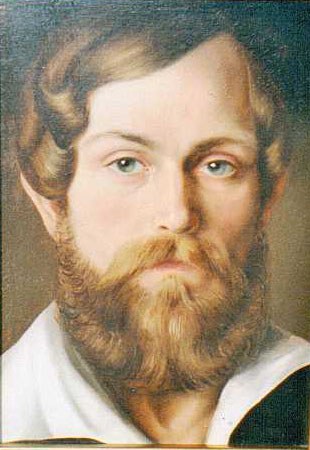
Theodor Sockl
Porträt von Clara Sockl (1853)
(Siebenbürgisches Museum)

Theodor Benedikt Sockl (* 15. April 1815 in Wien; † 25. Dezember 1861 ebenda) war ein österreichischer Maler und Fotograf.
Er wurde als Sohn des Tischlermeisters und Erfinders Johann Gottlieb Sockl und Sophie Sockl, geborene Shurer von Waldheim geboren. Unter seinen Geschwistern war die Schriftstellerin Sophie von Scherer, geborene Sockl. Von 1834 bis 1836 studierte Sockl an der Akademie der bildenden Künste in Wien, zunächst als Student der Bildhauerei, doch später entwickelte er Interesse an der Malerei. 1841 malte er das Porträt seines jüngsten Bruders, Hermann Karl Sockl, als 16-Jährigen (Gemälde verschollen) und 1843 malte er ein Altargemälde für die Piaristenkirche Maria Treu in Josefstadt, Wien.
Ab circa 1846 lebte er in Siebenbürgen, wo er in den Künstlerkreisen von Theodor Glatz erschien, der ihn vor Ort als talentierten Maler weiterempfahl. Er unterrichtete Malerei in Hermannstadt (heutiges Sibiu) an der Brukenthal Kunstgalerie, wo er 1847 als Student seine zukünftige Frau, Clara Adelheid Soterius von Sachsenheim, kennenlernte. Ihr Porträt, das in jenem Jahr angefertigt wurde, wird als charakteristisch für die Biedermeierzeit in Siebenbürgen angesehen; vor einem idyllischen Hintergrund werden die Persönlichkeit des Modells, die Farbenlehre und die dezente Eleganz des Kleides ausgedrückt. Das Originalgemälde ging in England verschollen, doch wurde eine Kopie von Theodors Neffen, Dr. med. Arthur Soterius von Sachsenheim, in Auftrag gegeben, bevor er das Originalgemälde Theodors Söhnen im Jahre 1905 in England übergab. Diese Kopie befindet sich nun im Kunstmuseum von Brașov.

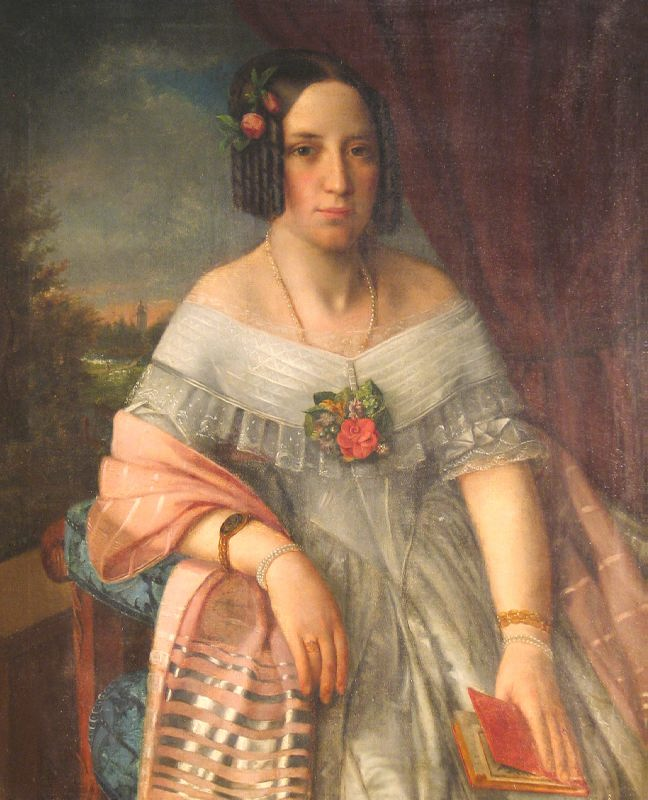
Clara Adelheid Soterius von Sachsenheim, Porträt von Theodor Sockl (1847)

Theodor und Clara begannen außerehelich zusammen zu leben, sehr zum Missfallen ihrer verwitweten Mutter und der übrigen Familienmitglieder (damals wurde sie von allen als schwarzes Schaf der Familie betrachtet). Doch trotz des Widerstands der Familie, die ungern ihre Zustimmung zur Hochzeit geben wollte, – aufgrund Theodors unsicheren Arbeitsplatzes und auch seiner Unterschiede in Hinblick auf Religion und Status – wurde das Paar am 12. August 1847 in Mehadia getraut.
Daraufhin verließen sie Siebenbürgen und lebten zunächst in Graz, Österreich, wo 1848 ihr ältester Sohn, Victor Franz Theodor, geboren wurde. Anschließend zogen sie nach Wien, wo ihr zweiter Sohn, Theodor Friedrich Adolf, 1849 geboren wurde, der jedoch bereits 1850 verstarb.
Im Rahmen der Revolution von 1848 im Kaisertum Österreich sorgte ein offener Brief, der von seiner Schwester Sophie von Scherer an die Würzbürger Bischofskonferenz von 1848 geschickt wurde, für eine öffentliche Kontroverse, da sie Kirchenreformen forderte, wie z. B. die Abschaffung des Zölibats und der Messfeier in deutscher Sprache. Theodor Sockl verfasste daraufhin einen öffentlichen Brief, in welchem er seiner Schwester protestantische Überzeugung zum Vorwurf machte. Im Gegenzug entkräftete sie die Einwände ihres Bruders in einer öffentlichen Antwort.
Im Sommer 1850 kehrte er zusammen mit seiner Frau und seinem Sohn nach Hermannstadt zurück, wo sie sich im Haus der Soterius niederließen. Dort wurde ihre Tochter, Ottilie Clara Sophie, im Jahre 1851 geboren. Zu dieser Zeit malte Theodor ein weiteres Porträt von Clara Adelheid sowie von anderen Mitgliedern der Soterius von Sachsenheim Familie. Außerdem malte er:
- zwei Türfüllungen mit einem Mann (Asklepios) und einer Frau (Hygieia), in Auftrag gegeben von einem Apotheker namens Molnaush in der Heltaurgasse, Sibiu, ca. 1852 (beide im Brukenthal-Museum, Nr. 1493 & 1494);
- ein Porträt von Kaiser Franz Joseph als jungen Mann, ca. 1852 (Brukenthal-Museum, Nr. 1365);
- den Gründer der Sparkasse von Hermannstadt, Michael Fr. Herbert (Brukenthal-Museum, Nr. 2122);
- einen unbekannten Geschäftsmann aus Hermannstadt (ebenfalls im Brukenthal-Museum, Nr. 1113).

In Benignis Volkskalender von 1853 gab es eine Anzeige von „Theodor Sockl als Maler von akademischen Porträts und Historienmaler in der Fleischergasse Nr. 110“. Doch das wirtschaftliche und soziale Umfeld, das aus den europäischen Revolutionen von 1848/49 übrig blieb, machte es Theodor schwierig, seinen Lebensunterhalt zu verdienen. Daher wurde er zu einem unbeständigen Wanderleben gezwungen, um Arbeit zu finden. In der Zwischenzeit gab Clara Mal- und Zeichenunterricht. 1853 kaufte Sockl eine Fotoausrüstung in Bukarest, um auf diese Art und Weise sein Geld zu verdienen. 1854 zog er mit seinem Fotostudio nach Hermannstadt, wo Clara einige der Fotografien kolorierte, so wie es der Brauch dieser sich entwickelnden Kunstform vorgab. Doch über die nächsten Jahre mussten sie durchs ganze Land reisen, um von der Fotografie leben zu können. 1857 wohnten sie in Oravița im ungarischen Banat, wo ein weiterer Sohn, Carl Franz Albert, geboren wurde.
Sockl konnte jedoch nicht verhindern, dass ein Teil seines Besitzes verpfändet wurde. Schließlich entschied er, mit seiner Familie von Orșova an der Donau nach Wien, Österreich, zu ziehen, wo sie am 28. Oktober 1857 eintrafen. Er malte vierzehn Ölgemälde für das örtliche Ursulinenkloster, wofür er 210 fl. C.M. erhielt. Es ist nicht bekannt, wo sie zunächst wohnten, doch im Oktober 1859 zog die Familie in eine Wohnung in Fünfhaus in der Hauptstraße Nr. 231, wo sie zudem ein Fotostudio einrichteten. Clara, die unter Lungenbeschwerden litt, verstarb am 25. Juli 1861 im Alter von 38 Jahren. Wenige Monate später, am 25. Dezember, folgte ihr Theodor im Alter von 46 Jahren ins Grab. Um die Beerdigungskosten zu decken, verkaufte Theodors Bruder, Moritz, die übrig gebliebenen Gemälde, einschließlich hunderter Skizzen, an einen Wiener Gebrauchtwarenhändler.
Im Brukenthal-Museum und im Siebenbürgischen Museum in Gundelsheim werden Gemälde der Sockls aufbewahrt. Einige befinden sich außerdem in privatem Besitz, und manche sind verschollen.
Die Söhne Victor und Carl wanderten um 1889 nach England aus. Victor gründete und führte eine sehr erfolgreiche Grußkartenfirma namens Sockl and Nathan. Carl war ihr Buchhalter. Die Tochter Ottilie wurde Lehrerin und lebte in der Schweiz. Weder Victor noch Ottilie heirateten und blieben kinderlos. Carl heiratete seine Cousine Emma, die Tochter von Theodors Bruder Hermann. Sie hatten sechs Kinder, von denen fünf die frühe Kindheit überlebten. Sie alle lebten und starben in England. Zwei von ihnen hatten eigene Kinder.